# Padre

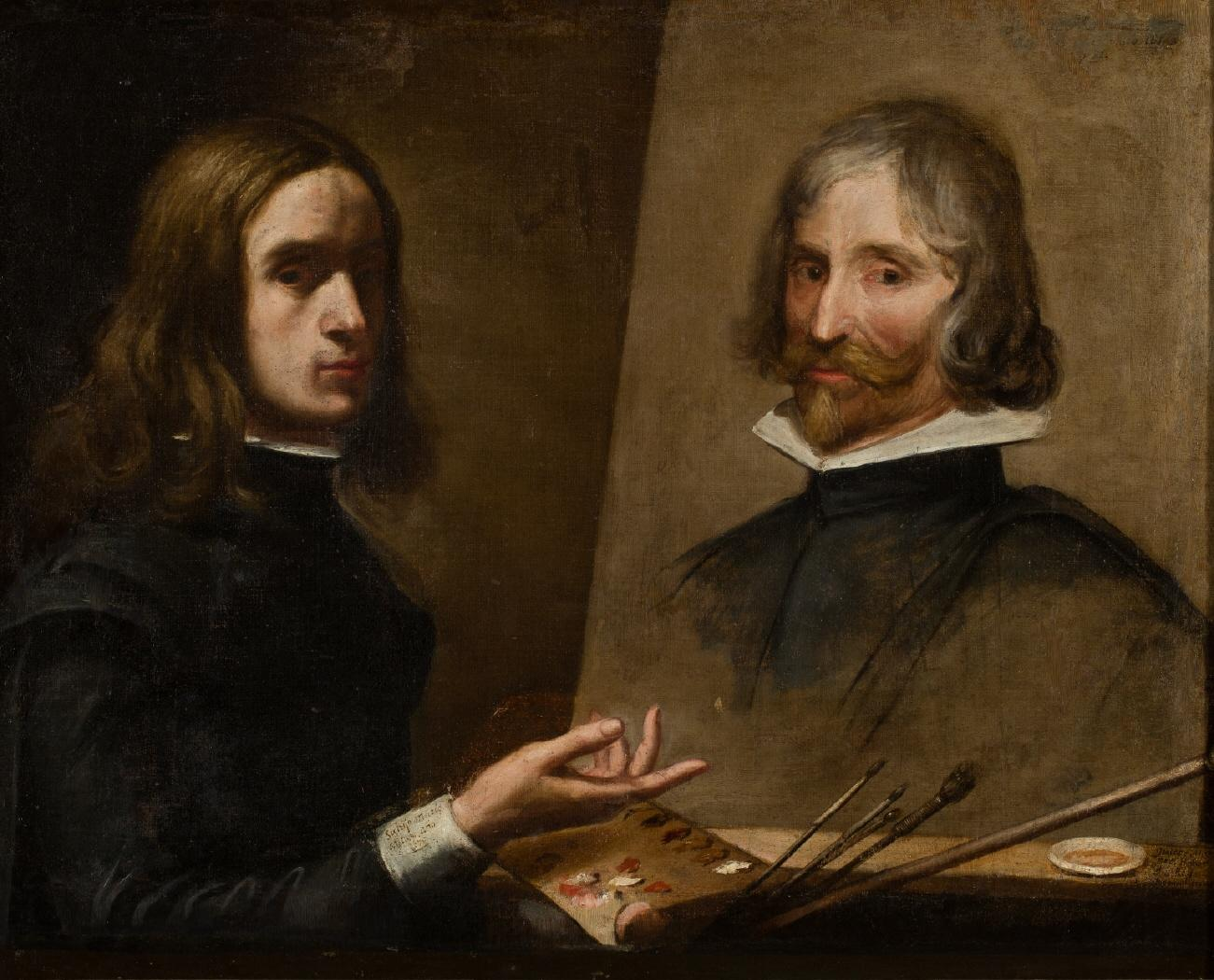
Autorretrato de Jusepe Martínez retratando a su padre (hacia 1630).

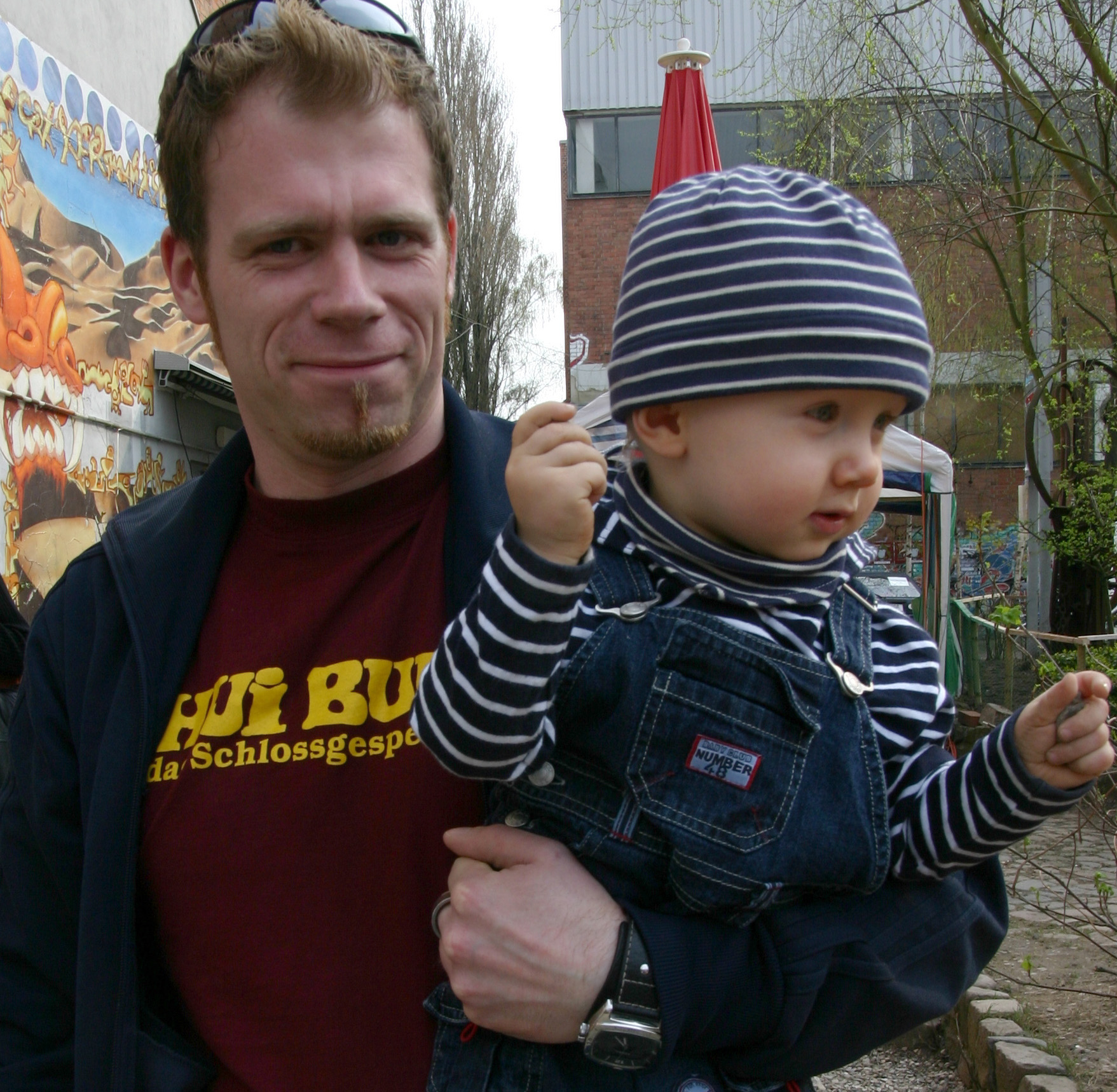
Un padre con su hijo.

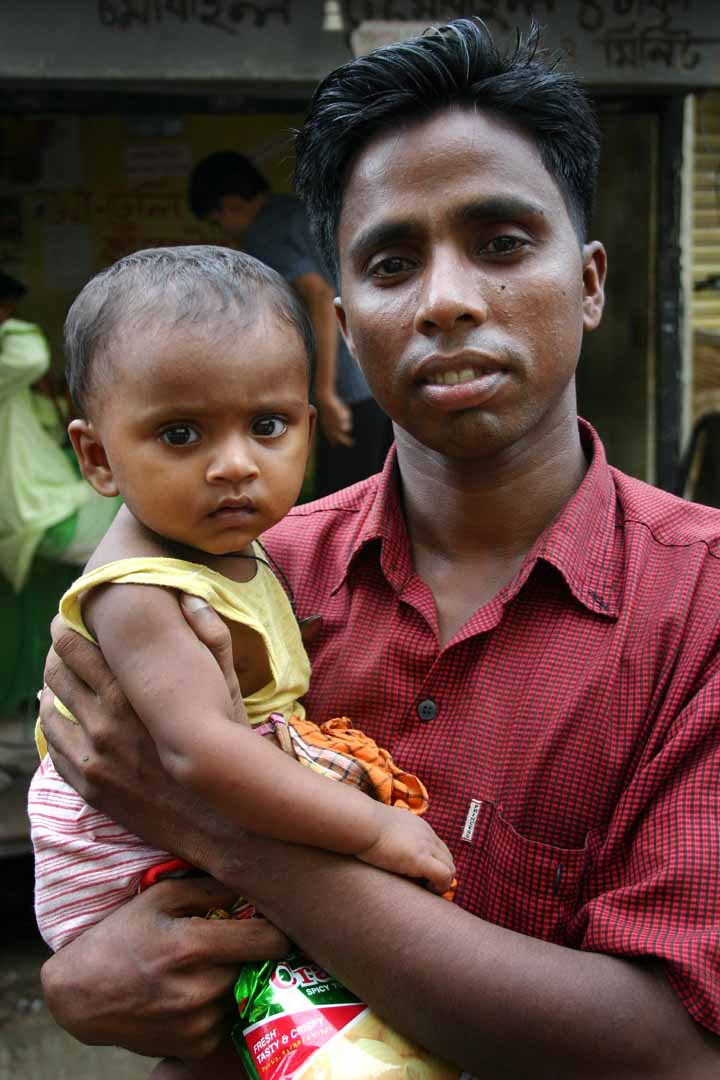
Un padre junto a su hija (Bangladés).

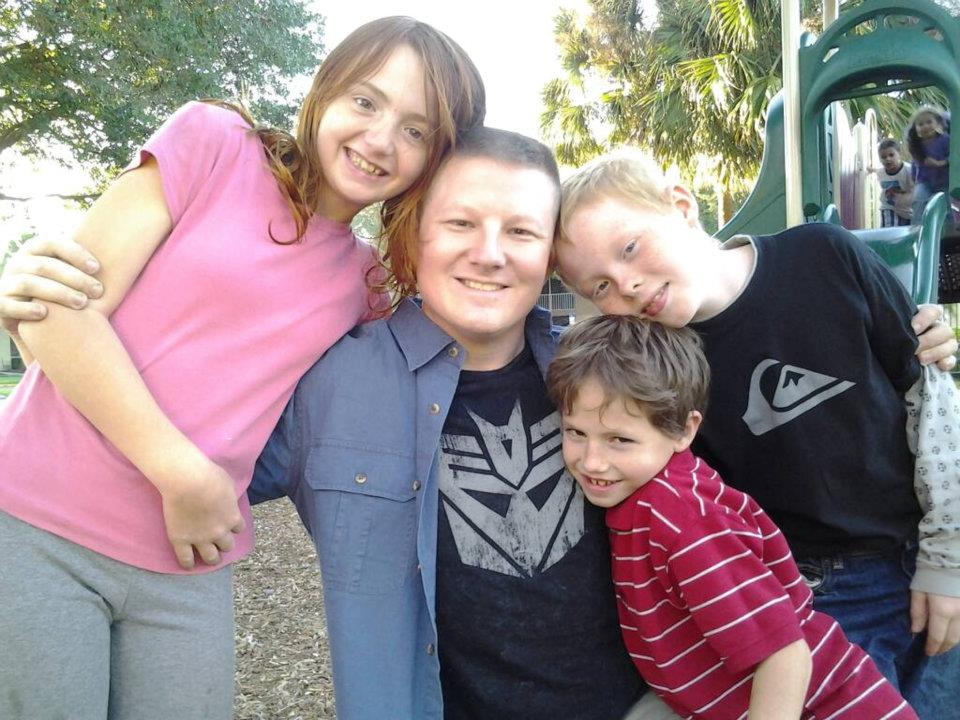
Un padre con sus tres hijos, en Orlando, Florida, Estados Unidos.

El padre es, en un contexto biológico, aquel ser vivo de sexo masculino (macho) que ha tenido descendencia directa. El parentesco recíproco es «hijo» o «hija». En el caso de los mamíferos como el ser humano, el padre concibe a su descendiente tras la cópula con la futura madre, resultando en la reproducción sexual. 
Comúnmente el padre cumple un cometido esencial dentro del desarrollo de los niños, el título de padre también puede ser dado a aquel varón que cumpla este papel sin estar necesariamente emparentado biológicamente con el niño o niña. Mayormente esto ocurre con varones que han adoptado niños, no así a varones casados con mujeres que previamente habían engendrado descendencia, ellos reciben el título de «padrastro». El término también se puede referir a una persona a la cual se le identifica con el estereotipo de padre. La determinación de los lugares atribuidos a la paternidad han sido contribuciones sociales y culturales que han ido cambiando con el tiempo. Anualmente se celebra el «Día del Padre» en muchas partes del mundo. En los países católicos se celebra el diecinueve de marzo, festividad de San José, padre putativo de Jesús de Nazaret. En otros países se lo celebra el diecinueve de junio.

## Etimología
El vocablo hebreo ʼav, el griego πατήρ pa‧tḗr, y el latino pater, se usan con varios sentidos: como progenitor, cabeza de una casa o familia ancestral, antepasado, originador de una nación, fundador de una clase o profesión, protector, originador de algo y como expresión de respeto.

## Derechos de paternidad
Los derechos legales de un padre varían entre países y muchas veces son un reflejo del nivel de participación y los papeles que la sociedad espere de un padre. 
Licencia de paternidad
La licencia de paternidad es cuando un padre toma licencia de paternidad después del nacimiento o adopción de su bebé para cuidarlo. La primera licencia de paternidad pagada ocurrió en Suecia en 1976, y en 2016 se paga en más de la mitad de los países de la Unión Europea. En los casos de parejas varones del mismo sexo muchas veces la ley ni hace provisiones para que o uno o los dos padres tomen la licencia de paternidad.
Autoridad parental
En el caso de autoridad parental compartida entre dos padres separados, muchas veces la ley prefiere que los hijos vivan con la madre y no con el padre. Hasta 90 % de niños en esta situación viven la mayoría del tiempo con sus madres en el Reino Unido. Los movimiento derechos de los padres, como Fathers 4 Justice, vean esta situación como injusta.
Derecho de alimentos
Derecho de alimentos es la facultad jurídica que tiene una persona para exigir de otra lo necesario para subsistir, en virtud del parentesco consanguíneo, de la adopción, del matrimonio o del divorcio, y de sus progenitores en determinados casos.
Fraude de paternidad
Se estima que el 2 % de los padres británicos sufren de fraude de paternidad durante un evento de no paternidad, criando un niño que equívocamente creen que es su descendiente biológico.

## Padres legendarios y mitológicos

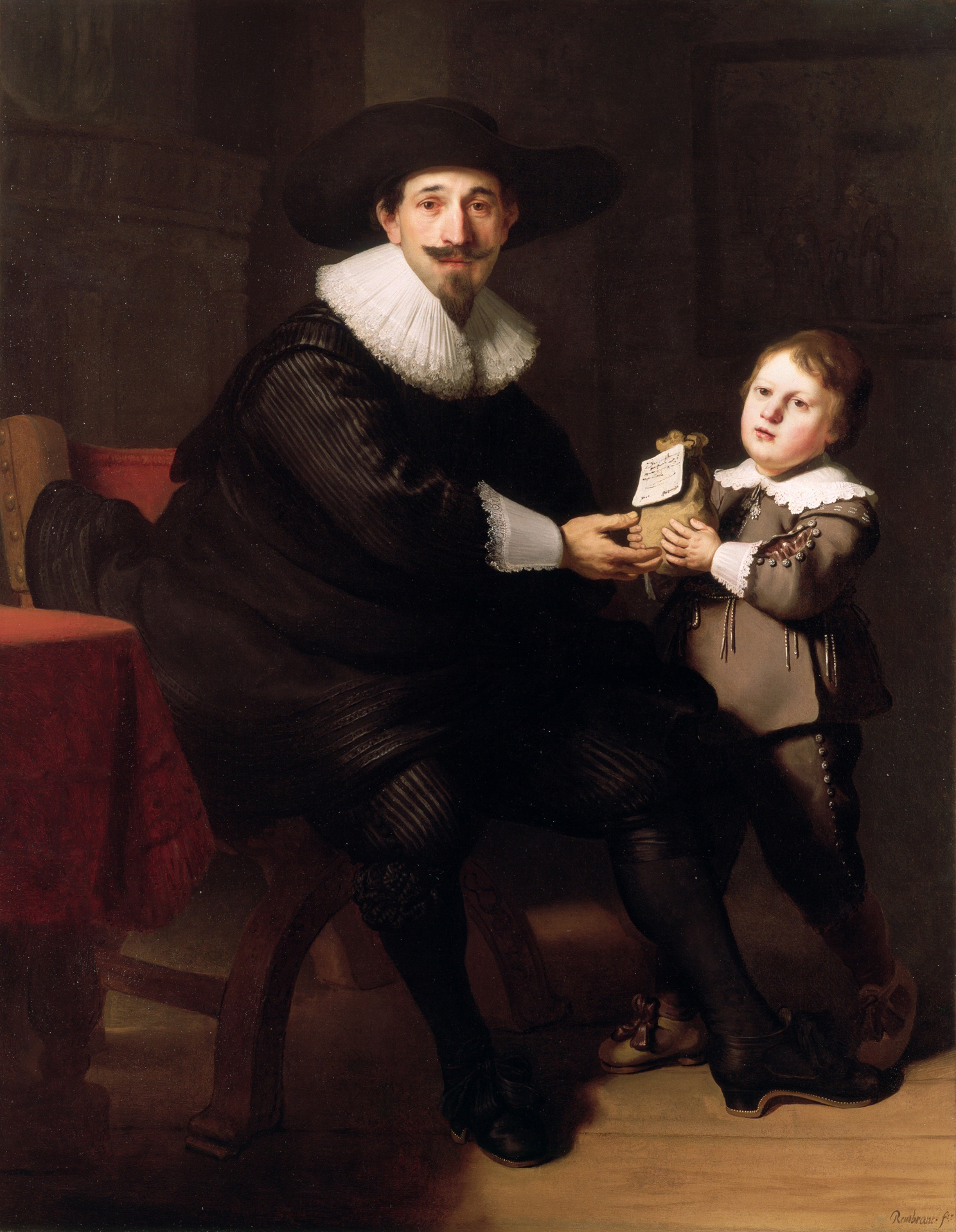
Retrato de Jan Pellicorne con su hijo Caspar, obra de Rembrandt van Rijn,.

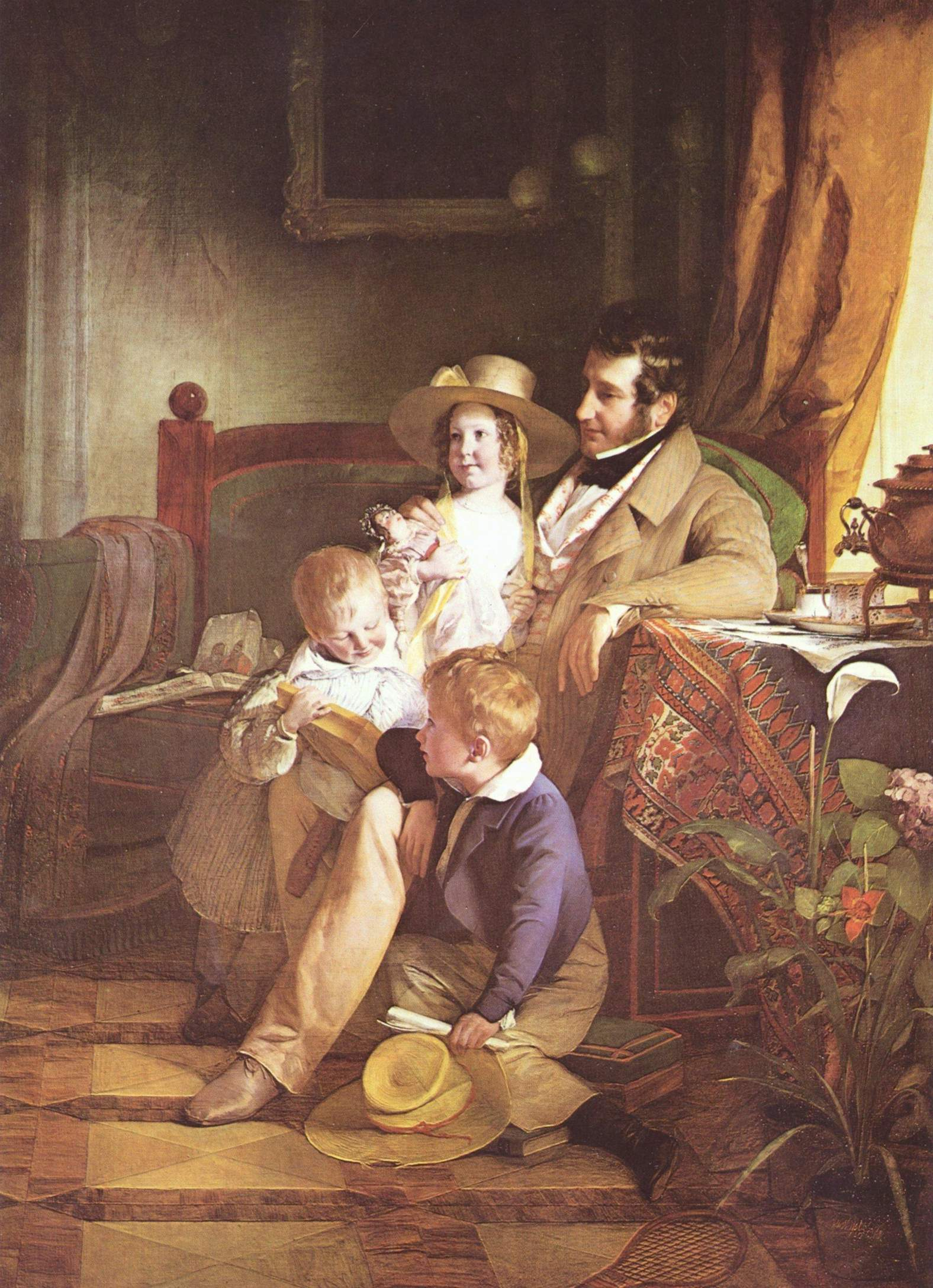
Rudolf von Arthaber, con su familia, pintura de Friedrich von Amerling, 1885.

### Judaísmo
- Abraham, padre de Isaac.
- Adán, padre de todos los hombres, según la tradición judía y cristiana y de Caín, Abel y Set.

### Mitología clásica
- Peleo, padre de Aquiles, por lo cual Aquiles es llamado a veces Pelida.
- Zeus, «padre de los dioses y los hombres»,[10] que gobernaba a los dioses del Olimpo como un padre a una familia, de forma que incluso los que no eran sus hijos naturales se dirigían a él como tal.

## Padres de personajes históricos
- Filipo II de Macedonia, padre de Alejandro Magno.
- Gneo Domicio Enobarbo, padre de Nerón.
- Carlo Bonaparte, padre de Napoleón Bonaparte.
- Juan Vicente Bolívar y Ponte, padre de Simón Bolívar.
- José de Nazaret, padre de Jesús.